# 賛否両論
| ウィキペディアには「賛否両論」という見出しの百科事典記事はありません（タイトルに「賛否両論」を含むページの一覧/「賛否両論」で始まるページの一覧）。 代わりにウィクショナリーのページ「賛否両論」が役に立つかもしれません。 |